# Liste des médaillés olympiques en lutte
Cette page recense la liste des médaillés olympiques en lutte, dans les deux spécialités olympiques : la lutte gréco-romaine et la lutte libre.

## Lutte gréco-romaine

### Épreuves masculines

#### Poids mi-mouches
| Édition          | Or                    | Argent               | Bronze         |
| ---------------- | --------------------- | -------------------- | -------------- |
| Moins de 48 kg   |                       |                      |                |
| Munich 1972      | Gheorghe Berceanu     | Rahim Aliabadi       | Stefan Angelov |
| Montréal 1976    | Aleksey Shumakov      | Gheorghe Berceanu    | Stefan Angelov |
| Moscou 1980      | Zhaqsylyq Üshkempirov | Constantin Alexandru | Ferenc Seres   |
| Los Angeles 1984 | Vincenzo Maenza       | Markus Scherer       | Ikuzō Saitō    |
| Séoul 1988       | Vincenzo Maenza       | Andrzej Głąb         | Bratan Tsenov  |
| Barcelone 1992   | Oleh Kucherenko       | Vincenzo Maenza      | Wilber Sánchez |
| Atlanta 1996     | Sim Kwon-ho           | Aleksandr Pavlov     | Zafar Guliyev  |

#### Poids mouches
| Édition          | Or                  | Argent               | Bronze             |
| ---------------- | ------------------- | -------------------- | ------------------ |
| Moins de 52 kg   |                     |                      |                    |
| Londres 1948     | Pietro Lombardi     | Kenan Olcay          | Reino Kangasmäki   |
| Helsinki 1952    | Boris Gurevich      | Ignazio Fabra        | Leo Honkala        |
| Melbourne 1956   | Nikolai Solovyov    | Ignazio Fabra        | Dursun Ali Eğribaş |
| Rome 1960        | Dumitru Pirvulescu  | Osman El-Sayed       | Mohammad Paziraei  |
| Tokyo 1964       | Tsutomu Hanahara    | Angel Kerezov        | Dumitru Pirvulescu |
| Mexico 1968      | Petar Kirov         | Vladimir Bakulin     | Miroslav Zeman     |
| Munich 1972      | Petar Kirov         | Kōichirō Hirayama    | Giuseppe Bognanni  |
| Montréal 1976    | Vitaly Konstantinov | Nicu Gingă           | Kōichirō Hirayama  |
| Moscou 1980      | Vakhtang Blagidze   | Lajos Rácz           | Mladen Mladenov    |
| Los Angeles 1984 | Atsuji Miyahara     | Daniel Aceves        | Bang Dae-du        |
| Séoul 1988       | Jon Rønningen       | Atsuji Miyahara      | Lee Jae-suk        |
| Barcelone 1992   | Jon Rønningen       | Alfred Ter-Mkrtchyan | Min Kyung-Kap      |
| Atlanta 1996     | Armen Nazarian      | Brandon Paulson      | Andriy Kalashnykov |
| Moins de 54 kg   |                     |                      |                    |
| Sydney 2000      | Sim Kwon-ho         | Lazaro Rivas         | Kang Yong-Gyun     |

#### Poids coqs
| Édition                        | Or                   | Argent              | Bronze                              |
| ------------------------------ | -------------------- | ------------------- | ----------------------------------- |
| Moins de 58 kg                 |                      |                     |                                     |
| Paris 1924                     | Eduard Pütsep        | Anselm Ahlfors      | Väinö Ikonen                        |
| Amsterdam 1928                 | Kurt Leucht          | Jindrich Maudr      | Giovanni Gozzi                      |
| Moins de 56 kg                 |                      |                     |                                     |
| Los Angeles 1932               | Jakob Brendel        | Marcello Nizzola    | Louis François                      |
| Berlin 1936                    | Márton Lõrincz       | Egon Svensson       | Jakob Brendel                       |
| Moins de 57 kg                 |                      |                     |                                     |
| Londres 1948                   | Kurt Pettersén       | Mahmoud Hassan      | Halil Kaya                          |
| Helsinki 1952                  | Imre Hódos           | Zakaria Chihab      | Artem Teryan                        |
| Melbourne 1956                 | Konstantin Vyrupayev | Edvin Vesterby      | Francisc Horvath                    |
| Rome 1960                      | Oleg Karavayev       | Ion Cernea          | Dinko Petrov                        |
| Tokyo 1964                     | Masamitsu Ichiguchi  | Vladlen Trostyansky | Ion Cernea                          |
| Mexico 1968                    | János Varga          | Ion Baciu           | Ivan Kochergin                      |
| Munich 1972                    | Rustam Kazakov       | Hans-Jürgen Veil    | Risto Björlin                       |
| Montréal 1976                  | Pertti Ukkola        | Ivan Frgić          | Farhat Mustafin                     |
| Moscou 1980                    | Shamil Serikov       | Józef Lipień        | Benni Ljungbeck                     |
| Los Angeles 1984               | Pasquale Passarelli  | Masaki Etō          | Charálambos Cholídis                |
| Séoul 1988                     | András Sike          | Stoyan Balov        | Charálambos Cholídis                |
| Barcelone 1992                 | An Han-Bong          | Rifat Yildiz        | Sheng Zetian                        |
| Atlanta 1996                   | Yuriy Melnichenko    | Dennis Hall         | Sheng Zetian                        |
| Moins de 58 kg                 |                      |                     |                                     |
| Sydney 2000                    | Armen Nazarian       | Kim In-sub          | Sheng Zetian                        |
| Moins de 55 kg                 |                      |                     |                                     |
| Athènes 2004                   | István Majoros       | Geidar Mamedaliyev  | Artióm Kiouregkián                  |
| Pékin 2008                     | Nazir Mankiev        | Rövşən Bayramov     | Roman Amoyan Park Eun-chul          |
| Londres 2012                   | Hamid Sourian        | Rövşən Bayramov     | Péter Módos Mingiyan Semenov        |
| Moins de 59 kg                 |                      |                     |                                     |
| Rio de Janeiro 2016            | Ismael Borrero       | Shinobu Ōta         | Stig-André Berge Elmurat Tasmuradov |
| Moins de 60 kg                 |                      |                     |                                     |
| Tokyo 2020                     | Luis Orta            | Ken'ichirō Fumita   | Walihan Sailike Sergei Emelin       |
| Paris 2024 résultats détaillés | Ken'ichirō Fumita    | Cao Liguo           | Ri Se-ung Zholaman Sharshenbekov    |

#### Poids plumes
| Édition          | Or                   | Argent               | Bronze                               |
| ---------------- | -------------------- | -------------------- | ------------------------------------ |
| Moins de 60 kg   |                      |                      |                                      |
| Stockholm 1912   | Kaarlo Koskelo       | Georg Gerstäcker     | Otto Lasanen                         |
| Anvers 1920      | Oskari Friman        | Heikki Kähkönen      | Fritiof Svensson                     |
| Moins de 62 kg   |                      |                      |                                      |
| Paris 1924       | Kalle Anttila        | Aleksanteri Toivola  | Erik Malmberg                        |
| Amsterdam 1928   | Voldemar Väli        | Erik Malmberg        | Gerolamo Quaglia                     |
| Moins de 61 kg   |                      |                      |                                      |
| Los Angeles 1932 | Giovanni Gozzi       | Wolfgang Ehrl        | Lauri Koskela                        |
| Berlin 1936      | Yaşar Erkan          | Aarne Reini          | Einar Karlsson                       |
| Moins de 62 kg   |                      |                      |                                      |
| Londres 1948     | Mehmet Oktav         | Olle Anderberg       | Ferenc Tóth                          |
| Helsinki 1952    | Yakov Punkin         | Imre Polyák          | Abdel Al-Rashid                      |
| Melbourne 1956   | Rauno Mäkinen        | Imre Polyák          | Roman Dzneladze                      |
| Rome 1960        | Müzahir Sille        | Imre Polyák          | Konstantin Vyrupayev                 |
| Moins de 63 kg   |                      |                      |                                      |
| Tokyo 1964       | Imre Polyák          | Roman Rurua          | Branislav Martinovic                 |
| Mexico 1968      | Roman Rurua          | Hideo Fujimoto       | Simion Popescu                       |
| Moins de 62 kg   |                      |                      |                                      |
| Munich 1972      | Georgi Markov (en)   | Heinz-Helmut Wehling | Kazimierz Lipień                     |
| Montréal 1976    | Kazimierz Lipień     | Nelson Davidyan      | László Réczi                         |
| Moscou 1980      | Stélios Miyiákis     | István Tóth          | Boris Kramarenko                     |
| Los Angeles 1984 | Kim Weon-kee         | Kent-Olle Johansson  | Hugo Dietsche                        |
| Séoul 1988       | Kamandar Madzhidov   | Zhivko Vangelov      | An Dae-hyun                          |
| Barcelone 1992   | Akif Pirim           | Serguei Martynov     | Juan Marén                           |
| Atlanta 1996     | Włodzimierz Zawadzki | Juan Marén           | Akif Pirim                           |
| Moins de 63 kg   |                      |                      |                                      |
| Sydney 2000      | Varteres Samurgashev | Juan Marén           | Akaki Chachua                        |
| Moins de 60 kg   |                      |                      |                                      |
| Athènes 2004     | Jung Ji-hyun         | Roberto Monzón       | Armen Nazarian                       |
| Pékin 2008       | Islam-Beka Albiyev   | Nurbakyt Tengizbayev | Ruslan Tiumenbaev Jiang Sheng        |
| Londres 2012     | Omid Norouzi         | Revaz Lashkhi        | Zaur Kuramagomedov Ryūtarō Matsumoto |

#### Poids légers
| Édition                        | Or                   | Argent               | Bronze                                 |
| ------------------------------ | -------------------- | -------------------- | -------------------------------------- |
| Moins de 66,6 kg               |                      |                      |                                        |
| Londres 1908                   | Enrico Porro         | Nikolaï Orlov        | Arvo Lindén                            |
| Moins de 67,5 kg               |                      |                      |                                        |
| Stockholm 1912                 | Emil Väre            | Gustaf Malmström     | Edvin Matiasson                        |
| Anvers 1920                    | Emil Väre            | Taavi Tamminen       | Frithjof Andersen                      |
| Paris 1924                     | Oskari Friman        | Lajos Keresztes      | Kalle Westerlund                       |
| Amsterdam 1928                 | Lajos Keresztes      | Eduard Sperling      | Edvard Westerlund                      |
| Moins de 66 kg                 |                      |                      |                                        |
| Los Angeles 1932               | Erik Malmberg        | Abraham Kurland      | Eduard Sperling                        |
| Berlin 1936                    | Lauri Koskela        | Jozef Herda          | Voldemar Väli                          |
| Moins de 67 kg                 |                      |                      |                                        |
| Londres 1948                   | Gustav Freij         | Aage Eriksen         | Károly Ferencz                         |
| Helsinki 1952                  | Shazam Safin         | Gustav Freij         | Mikuláš Athanasov                      |
| Melbourne 1956                 | Kyösti Lehtonen      | Riza Doğan           | Gyula Tóth                             |
| Rome 1960                      | Avtandil Koridze     | Branislav Martinovic | Gustav Freij                           |
| Moins de 70 kg                 |                      |                      |                                        |
| Tokyo 1964                     | Kazim Ayvaz          | Valeriu Bularca      | David Gvantseladze                     |
| Mexico 1968                    | Muneji Munemura      | Stevan Harvat        | Pétros Galaktópoulos                   |
| Moins de 68 kg                 |                      |                      |                                        |
| Munich 1972                    | Shamil Khisamutdinov | Stoyan Apostolov     | Gian Matteo Ranzi                      |
| Montréal 1976                  | Suren Nalbandyan     | Ștefan Rusu          | Heinz-Helmut Wehling                   |
| Moscou 1980                    | Ştefan Rusu          | Andrzej Supron       | Lars-Erik Skiöld                       |
| Los Angeles 1984               | Vlado Lisjak         | Tapio Sipilä         | James Martinez                         |
| Séoul 1988                     | Levon Julfalakyan    | Kim Sung-moon        | Tapio Sipilä                           |
| Barcelone 1992                 | Attila Repka         | Islam Dugushiev      | Rodney Smith                           |
| Atlanta 1996                   | Ryszard Wolny        | Ghani Yalouz         | Aleksandr Tretyakov                    |
| Moins de 69 kg                 |                      |                      |                                        |
| Sydney 2000                    | Filiberto Ascuy      | Katsuhiko Nagata     | Alexeï Glouchkov                       |
| Moins de 66 kg                 |                      |                      |                                        |
| Athènes 2004                   | Fərid Mansurov       | Şeref Eroğlu         | Mkhitar Manukyan                       |
| Pékin 2008                     | Steeve Guénot        | Kanatbek Begaliev    | Armen Vardanyan Mikhail Siamionau      |
| Londres 2012                   | Kim Hyeon-woo        | Tamás Lőrincz        | Manuchar Tskhadaia Steeve Guénot       |
| Rio de Janeiro 2016            | Davor Štefanek       | Migran Arutyunyan    | Rəsul Çunayev Shmagi Bolkvadze         |
| Moins de 67 kg                 |                      |                      |                                        |
| Tokyo 2020                     | Mohammad Reza Geraei | Parviz Nasibov       | Frank Stäbler Mohamed Ibrahim El-Sayed |
| Paris 2024 résultats détaillés | Saeid Esmaeili       | Parviz Nasibov       | Hasrat Djafarov Luis Orta              |

#### Poids welters
| Édition                        | Or                      | Argent               | Bronze                            |
| ------------------------------ | ----------------------- | -------------------- | --------------------------------- |
| Moins de 72 kg                 |                         |                      |                                   |
| Los Angeles 1932               | Ivar Johansson          | Väinö Kajander       | Ercole Gallegati                  |
| Berlin 1936                    | Rudolf Svedberg         | Fritz Schäfer        | Eino Virtanen                     |
| Moins de 73 kg                 |                         |                      |                                   |
| Londres 1948                   | Gösta Andersson         | Miklós Szilvási      | Henrik Hansen                     |
| Helsinki 1952                  | Miklós Szilvásy         | Gösta Andersson      | Khalil Taha                       |
| Melbourne 1956                 | Mithat Bayrak           | Vladimir Maneyev     | Per Gunnar Berlin                 |
| Rome 1960                      | Mithat Bayrak           | Günther Maritschnigg | René Schiermeyer                  |
| Moins de 78 kg                 |                         |                      |                                   |
| Tokyo 1964                     | Anatoli Kolesov         | Kiril Petkov         | Bertil Nyström                    |
| Mexico 1968                    | Rudolf Vesper           | Daniel Robin         | Károly Bajkó                      |
| Moins de 74 kg                 |                         |                      |                                   |
| Munich 1972                    | Vítězslav Mácha         | Petros Galaktopoulos | Jan Karlsson                      |
| Montréal 1976                  | Anatoliy Bykov          | Vítězslav Mácha      | Karl-Heinz Helbing                |
| Moscou 1980                    | Ferenc Kocsis           | Anatoliy Bykov       | Mikko Huhtala                     |
| Los Angeles 1984               | Jouko Salomäki          | Roger Tallroth       | Ştefan Rusu                       |
| Séoul 1988                     | Kim Young-nam           | Daulet Turlykhanov   | Józef Tracz                       |
| Barcelone 1992                 | Mnatsakan Iskandarian   | Józef Tracz          | Torbjörn Kornbakk                 |
| Atlanta 1996                   | Filiberto Ascuy         | Marko Asell          | Józef Tracz                       |
| Moins de 76 kg                 |                         |                      |                                   |
| Sydney 2000                    | Murat Kardanov          | Matt James Lindland  | Marko Yli-Hannuksela              |
| Moins de 74 kg                 |                         |                      |                                   |
| Athènes 2004                   | Aleksandr Doxturushvili | Marko Yli-Hannuksela | Varteres Samourgachev             |
| Pékin 2008                     | Manuchar Kvirkelia      | Chang Yongxiang      | Christophe Guénot Yavor Yanakiev  |
| Londres 2012                   | Roman Vlasov            | Arsen Julfalakyan    | Aleksandr Kazakevič Emin Əhmədov  |
| Moins de 75 kg                 |                         |                      |                                   |
| Rio de Janeiro 2016            | Roman Vlasov            | Mark Madsen          | Kim Hyeon-woo Saeid Morad Abdvali |
| Moins de 77 kg                 |                         |                      |                                   |
| Tokyo 2020                     | Tamas Lorincz           | Akzhol Makhmudov     | Shohei Yabiku Rafig Huseynov      |
| Paris 2024 résultats détaillés | Kusaka Nao              | Demeu Zhadrayev      | Malkhas Amoyan Akzhol Makhmudov   |

#### Poids moyens
| Édition                        | Or                  | Argent                | Bronze                              |
| ------------------------------ | ------------------- | --------------------- | ----------------------------------- |
| Moins de 73 kg                 |                     |                       |                                     |
| Londres 1908                   | Frithiof Mårtensson | Mauritz Andersson     | Anders Andersen                     |
| Moins de 75 kg                 |                     |                       |                                     |
| Stockholm 1912                 | Claes Johanson      | Martin Klein          | Alfred Asikainen                    |
| Anvers 1920                    | Carl Westergren     | Arthur Lindfors       | Masa Perttilä                       |
| Paris 1924                     | Edvard Westerlund   | Arthur Lindfors       | Roman Steinberg                     |
| Amsterdam 1928                 | Väinö Kokkinen      | László Papp           | Albert Kusnets                      |
| Moins de 79 kg                 |                     |                       |                                     |
| Los Angeles 1932               | Väinö Kokkinen      | Jean Földeák          | Axel Cadier                         |
| Berlin 1936                    | Ivar Johansson      | Ludwig Schweickert    | József Palotás                      |
| Londres 1948                   | Axel Grönberg       | Muhlis Tayfur         | Ercole Gallegati                    |
| Helsinki 1952                  | Axel Grönberg       | Kalervo Rauhala       | Nikolay Belov                       |
| Melbourne 1956                 | Givi Kartoziya      | Dimitar Dobrev        | Rune Jansson                        |
| Rome 1960                      | Dimitar Dobrev      | Lothar Metz           | Ion Țăranu                          |
| Moins de 87 kg                 |                     |                       |                                     |
| Tokyo 1964                     | Branislav Simić     | Jirí Kormaník         | Lothar Metz                         |
| Mexico 1968                    | Lothar Metz         | Valentin Olenik       | Branislav Simić                     |
| Moins de 82 kg                 |                     |                       |                                     |
| Munich 1972                    | Csaba Hegedűs       | Anatoliy Nazarenko    | Milan Nenadić                       |
| Montréal 1976                  | Momir Petković      | Vladimir Cheboksarov  | Ivan Kolev                          |
| Moscou 1980                    | Gennadiy Korban     | Jan Dołgowicz         | Pavel Pavlov                        |
| Los Angeles 1984               | Ion Draica          | Dimítrios Thanópoulos | Sören Claeson                       |
| Séoul 1988                     | Mikhail Mamiashvili | Tibor Komáromi        | Kim Sang-kyu                        |
| Barcelone 1992                 | Péter Farkas        | Piotr Stępień         | Daulet Turlykhanov                  |
| Atlanta 1996                   | Hamza Yerlikaya     | Thomas Zander         | Valery Tsilent                      |
| Moins de 85 kg                 |                     |                       |                                     |
| Sydney 2000                    | Hamza Yerlikaya     | Sándor Bárdosi        | Mukhran Vakhtangadze                |
| Moins de 84 kg                 |                     |                       |                                     |
| Athènes 2004                   | Aleksey Mishin      | Ara Abrahamian        | Viachaslau Makaranka                |
| Pékin 2008                     | Andrea Minguzzi     | Zoltán Fodor          | Nazmi Avluca                        |
| Pékin 2008                     | Andrea Minguzzi     | Zoltán Fodor          | Seconde médaille non distribuée     |
| Londres 2012                   | Alan Khougaïev      | Karam Gaber           | Daniyal Gadzhiyev Damian Janikowski |
| Moins de 85 kg                 |                     |                       |                                     |
| Rio de Janeiro 2016            | Davit Chakvetadze   | Zhan Beleniuk         | Javid Hamzatau Denis Kudla          |
| Moins de 87 kg                 |                     |                       |                                     |
| Tokyo 2020                     | Zhan Beleniuk       | Viktor Lőrincz        | Denis Kudla Zurab Datunashvili      |
| Paris 2024 résultats détaillés | Semen Novikov       | Alireza Mohmadi       | Zhan Beleniouk Turpal Bisultanov    |

#### Poids mi-lourds
| Édition          | Or                      | Argent                      | Bronze             |
| ---------------- | ----------------------- | --------------------------- | ------------------ |
| Moins de 82,5 kg |                         |                             |                    |
| Stockholm 1912   | Médaille non attribuée, | Anders Ahlgren Ivar Böhling | Béla Varga         |
| Anvers 1920      | Claes Johanson          | Edil Rosenqvist             | Johannes Eriksen   |
| Paris 1924       | Carl Westergren         | Rudolf Svensson             | Onni Pellinen      |
| Amsterdam 1928   | Ibrahim Moustafa        | Adolf Rieger                | Onni Pellinen      |
| Moins de 87 kg   |                         |                             |                    |
| Los Angeles 1932 | Rudolf Svensson         | Onni Pellinen               | Mario Gruppioni    |
| Berlin 1936      | Axel Cadier             | Edvīns Bietags              | August Neo         |
| Londres 1948     | Karl-Erik Nilsson       | Kelpo Gröndahl              | Ibrahim Orabi      |
| Helsinki 1952    | Kelpo Gröndahl          | Shalva Chikhladze           | Karl-Erik Nilsson  |
| Melbourne 1956   | Valentin Nikolayev      | Petko Sirakov               | Karl-Erik Nilsson  |
| Rome 1960        | Tevfik Kiş              | Krali Bimbalov              | Givi Kartoziya     |
| Moins de 97 kg   |                         |                             |                    |
| Tokyo 1964       | Boyan Radev             | Pelle Svensson              | Heinz Kiehl        |
| Mexico 1968      | Boyan Radev             | Nikolai Yakovenko           | Nicolae Martinescu |
| Moins de 90 kg   |                         |                             |                    |
| Munich 1972      | Valeriy Rezantsev       | Josip Čorak                 | Czesław Kwieciński |
| Montréal 1976    | Valeriy Rezantsev       | Stoyan Ivanov               | Czesław Kwieciński |
| Moscou 1980      | Norbert Növényi         | Igor Kanygin                | Petre Dicu         |
| Los Angeles 1984 | Steve Fraser            | Ilie Matei                  | Frank Andersson    |
| Séoul 1988       | Atanas Komchev          | Harri Koskela               | Vladimir Popov     |
| Barcelone 1992   | Maik Bullmann           | Hakkı Başar                 | Gogui Kogouachvili |
| Atlanta 1996     | Vyacheslav Oliynyk      | Jacek Fafiński              | Maik Bullmann      |

#### Poids lourds
| Édition                        | Or                  | Argent            | Bronze                               |
| ------------------------------ | ------------------- | ----------------- | ------------------------------------ |
| Moins de 93 kg                 |                     |                   |                                      |
| Londres 1908                   | Verner Weckman      | Yrjö Saarela      | Carl Jensen                          |
| Plus de 82,5 kg                |                     |                   |                                      |
| Stockholm 1912                 | Yrjö Saarela        | Johan Olin        | Søren Marinus Jensen                 |
| Anvers 1920                    | Adolf Lindfors      | Poul Hansen       | Martti Nieminen                      |
| Paris 1924                     | Henri Deglane       | Edil Rosenqvist   | Rajmund Badó                         |
| Amsterdam 1928                 | Rudolf Svensson     | Hjalmar Nyström   | Georg Gehring                        |
| Plus de 87 kg                  |                     |                   |                                      |
| Los Angeles 1932               | Carl Westergren     | Josef Urban       | Nikolaus Hirschl                     |
| Berlin 1936                    | Kristjan Palusalu   | John Nyman        | Kurt Hornfischer                     |
| Londres 1948                   | Ahmet Kireççi       | Tor Nilsson       | Guido Fantoni                        |
| Helsinki 1952                  | Johannes Kotkas     | Josef Růžička     | Tauno Kovanen                        |
| Melbourne 1956                 | Anatoly Parfyonov   | Wilfried Dietrich | Adelmo Bulgarelli                    |
| Rome 1960                      | Ivan Bogdan         | Wilfried Dietrich | Bohumil Kubát                        |
| Plus de 97 kg                  |                     |                   |                                      |
| Tokyo 1964                     | István Kozma        | Anatoly Roshchin  | Wilfried Dietrich                    |
| Mexico 1968                    | István Kozma        | Anatoly Roshchin  | Petr Kment                           |
| Moins de 100 kg                |                     |                   |                                      |
| Munich 1972                    | Nicolae Martinescu  | Nikolay Yakovenko | Ferenc Kiss                          |
| Montréal 1976                  | Nikolai Balboshin   | Kamen Goranov     | Andrzej Skrzydlewski                 |
| Moscou 1980                    | Georgi Raykov       | Roman Bierła      | Vasile Andrei                        |
| Los Angeles 1984               | Vasile Andrei       | Gregory Gibson    | Jozef Tertelije                      |
| Séoul 1988                     | Andrzej Wroński     | Gerhard Himmel    | Dennis Koslowski                     |
| Barcelone 1992                 | Héctor Milián       | Dennis Koslowski  | Serguei Demiachkievitch              |
| Atlanta 1996                   | Andrzej Wroński     | Sergey Lishtvan   | Mikael Ljungberg                     |
| Moins de 97 kg                 |                     |                   |                                      |
| Sydney 2000                    | Mikael Ljungberg    | Davyd Saldadze    | Garrett Lowney                       |
| Moins de 96 kg                 |                     |                   |                                      |
| Athènes 2004                   | Karam Gaber         | Ramaz Nozadze     | Mehmet Özal                          |
| Pékin 2008                     | Aslanbek Khouchtov  | Mirko Englich     | Marek Švec Adam Wheeler              |
| Londres 2012                   | Ghasem Rezaei       | Rustam Totrov     | Artur Aleksanyan Jimmy Lidberg       |
| Moins de 98 kg                 |                     |                   |                                      |
| Rio de Janeiro 2016            | Artur Aleksanyan    | Yasmany Lugo      | Ghasem Rezaei Cenk İldem             |
| Moins de 97 kg                 |                     |                   |                                      |
| Tokyo 2020                     | Musa Evloev         | Artur Aleksanyan  | Tadeusz Michalik Mohammadhadi Saravi |
| Paris 2024 résultats détaillés | Mohammadhadi Saravi | Artur Aleksanyan  | Uzur Dzhuzupbekov Gabriel Rosillo    |

#### Poids super-lourds
| Édition                        | Or                    | Argent              | Bronze                              |
| ------------------------------ | --------------------- | ------------------- | ----------------------------------- |
| Plus de 93 kg                  |                       |                     |                                     |
| Londres 1908                   | Richard Weisz         | Aleksandr Petrov    | Søren Marinus Jensen                |
| Plus de 100 kg                 |                       |                     |                                     |
| Munich 1972                    | Anatoliy Roshchin     | Aleksandar Tomov    | Victor Dolipschi                    |
| Montréal 1976                  | Oleksandr Kolchynskyy | Aleksandar Tomov    | Roman Codreanu                      |
| Moscou 1980                    | Oleksandr Kolchynskyy | Aleksandar Tomov    | Hassan Bechara                      |
| Los Angeles 1984               | Jeff Blatnick         | Refik Memišević     | Victor Dolipschi                    |
| Moins de 130 kg                |                       |                     |                                     |
| Séoul 1988                     | Aleksandr Karelin     | Rangel Gerovski     | Tomas Johansson                     |
| Barcelone 1992                 | Aleksandr Karelin     | Tomas Johansson     | Ioan Grigoraş                       |
| Atlanta 1996                   | Aleksandr Karelin     | Siamak Ghaffari     | Serghei Mureico                     |
| Sydney 2000                    | Rulon Gardner         | Aleksandr Karelin   | Dmitry Debelka                      |
| Moins de 120 kg                |                       |                     |                                     |
| Athènes 2004                   | Khasan Baroyev        | Georgiy Tsurtsumia  | Rulon Gardner                       |
| Pékin 2008                     | Mijaín López          | Mindaugas Mizgaitis | Yuri Patrikeyev Yannick Szczepaniak |
| Londres 2012                   | Mijaín López          | Heiki Nabi          | Johan Eurén Rıza Kayaalp            |
| Moins de 130 kg                |                       |                     |                                     |
| Rio de Janeiro 2016            | Mijaín López          | Rıza Kayaalp        | Sabah Şəriəti Sergey Semenov        |
| Tokyo 2020                     | Mijaín López          | Iakob Kajaia        | Rıza Kayaalp Sergey Semenov         |
| Paris 2024 résultats détaillés | Mijaín López          | Yasmani Acosta      | Amin Mirzazadeh Meng Lingzhe        |

#### Toutes catégories (open)
| Édition      | Or             | Argent          | Bronze                  |
| ------------ | -------------- | --------------- | ----------------------- |
| Athènes 1896 | Carl Schuhmann | Yeóryios Tsítas | Stéphanos Christópoulos |

## Lutte libre

### Épreuves masculines

#### Poids mi-mouches
| Édition          | Or                | Argent          | Bronze               |
| ---------------- | ----------------- | --------------- | -------------------- |
| Moins de 47,6 kg |                   |                 |                      |
| Saint-Louis 1904 | Robert Curry      | John Hein       | Gustav Thiefenthaler |
| Moins de 48 kg   |                   |                 |                      |
| Munich 1972      | Roman Dmitriyev   | Ognyan Nikolov  | Ebrahim Javadipour   |
| Montréal 1976    | Khasan Isaev      | Roman Dmitriyev | Akira Kudō           |
| Moscou 1980      | Claudio Pollio    | Jang Se-hong    | Sergey Kornilayev    |
| Los Angeles 1984 | Robert Weaver     | Takashi Irie    | Son Gab-do           |
| Séoul 1988       | Takashi Kobayashi | Ivan Tsonov     | Sergei Karamchakov   |
| Barcelone 1992   | Kim Il            | Kim Jong-shin   | Vüqar Orucov         |
| Atlanta 1996     | Kim Il            | Armen Mkrtchian | Alexis Vila          |

#### Poids mouches
| Édition           | Or                     | Argent                     | Bronze                 |
| ----------------- | ---------------------- | -------------------------- | ---------------------- |
| Moins de 52,16 kg |                        |                            |                        |
| Saint-Louis 1904  | George Mehnert         | Gustave Bauer              | William Nelson         |
| Moins de 52 kg    |                        |                            |                        |
| Londres 1948      | Lenni Viitala          | Halit Balamir              | Thure Johansson        |
| Helsinki 1952     | Hasan Gemici           | Yushu Kitano               | Mahmoud Mollaghasemi   |
| Melbourne 1956    | Mirian Tsalkalamanidze | Mohammad Ali Khojastehpour | Hüseyin Akbaş          |
| Rome 1960         | Ahmet Bilek            | Masayuki Matsubara         | Ebrahim Seifpour       |
| Tokyo 1964        | Yoshikatsu Yoshida     | Chang Chang-sun            | Said Ali Akbar Heidari |
| Mexico 1968       | Shigeo Nakata          | Richard Sanders            | Surenjav Sukhbaatar    |
| Munich 1972       | Kiyomi Katō            | Arsen Alakhverdiev         | Kim Gwong Hyong        |
| Montréal 1976     | Yūji Takada            | Aleksandr Ivanov           | Jeon Hae-sup           |
| Moscou 1980       | Anatoliy Beloglazov    | Władysław Stecyk           | Nermedin Selimov       |
| Los Angeles 1984  | Šaban Trstena          | Kim Jong-kyu               | Yuji Takada            |
| Séoul 1988        | Mitsuru Satō           | Šaban Trstena              | Vladimir Tohuzov       |
| Barcelone 1992    | Li Hak-son             | Zeke Jones                 | Valentin Yordanov      |
| Atlanta 1996      | Valentin Yordanov      | Namiq Abdullayev           | Maulen Mamyrov         |
| Moins de 54 kg    |                        |                            |                        |
| Sydney 2000       | Namiq Abdullayev       | Samuel Henson              | Amirán Kardánof        |

#### Poids coqs
| Édition                        | Or                       | Argent                   | Bronze                           |
| ------------------------------ | ------------------------ | ------------------------ | -------------------------------- |
| Moins de 56,7 kg               |                          |                          |                                  |
| Saint-Louis 1904               | Isidor Niflot            | August Wester            | Louis Strebler                   |
| Moins de 54 kg                 |                          |                          |                                  |
| Londres 1908                   | George Mehnert           | William Press            | Aubert Côté                      |
| Moins de 56 kg                 |                          |                          |                                  |
| Paris 1924                     | Kustaa Pihlajamäki       | Kaarlo Mäkinen           | Bryan Hines                      |
| Amsterdam 1928                 | Kaarlo Mäkinen           | Edmond Spapen            | James Trifunov                   |
| Los Angeles 1932               | Robert Pearce            | Ödön Zombori             | Aatos Jaskari                    |
| Berlin 1936                    | Ödön Zombori             | Ross Flood               | Johannes Herbert                 |
| Moins de 57 kg                 |                          |                          |                                  |
| Londres 1948                   | Nasuh Akar               | Gerald Leeman            | Charles Kouyos                   |
| Helsinki 1952                  | Shohachi Ishii           | Rashid Mamedbekov        | Khashaba Dadasaheb Jadhav        |
| Melbourne 1956                 | Mustafa Dağıstanlı       | Mohammad Mehdi Yaghoubi  | Mikhail Shakhov                  |
| Rome 1960                      | Terrence McCann          | Nezhdet Zalev            | Tadeusz Trojanowski              |
| Tokyo 1964                     | Yojiro Uetake            | Hüseyin Akbaş            | Aydyn Ibragimov                  |
| Mexico 1968                    | Yojiro Uetake            | Donald Behm              | Aboutaleb Talebi                 |
| Munich 1972                    | Hideaki Yanagida         | Richard Sanders          | László Klinga                    |
| Montréal 1976                  | Vladimir Yumin           | Hans-Dieter Brüchert     | Masao Arai                       |
| Moscou 1980                    | Sergey Beloglazov        | Li Ho-pyong              | Dugarsürengiin Oyuunbold         |
| Los Angeles 1984               | Hideaki Tomiyama         | Barry Davis              | Kim Eui-kon                      |
| Séoul 1988                     | Sergey Beloglazov        | Askari Mohammadian       | Noh Kyung-sun                    |
| Barcelone 1992                 | Alejandro Puerto         | Siarhei Smal             | Kim Yong-sik                     |
| Atlanta 1996                   | Kendall Cross            | Guivi Sissaouri          | Ri Yong-sam                      |
| Moins de 58 kg                 |                          |                          |                                  |
| Sydney 2000                    | Alireza Dabir            | Yevhen Buslovych         | Terry Brands                     |
| Moins de 55 kg                 |                          |                          |                                  |
| Athènes 2004                   | Mavlet Batirov           | Stephen Abas             | Chikara Tanabe                   |
| Pékin 2008                     | Henry Cejudo             | Tomohiro Matsunaga       | Radoslav Velikov Besik Kudukhov  |
| Londres 2012                   | Dzhamal Otarsultanov     | Vladimer Khinchegashvili | Yang Kyong-il Shinichi Yumoto    |
| Moins de 57 kg                 |                          |                          |                                  |
| Rio de Janeiro 2016            | Vladimer Khinchegashvili | Rei Higuchi              | Hacı Əliyev Hassan Rahimi        |
| Tokyo 2020                     | Zaur Uguyev              | Ravi Kumar               | Nurislam Sanayev Thomas Gilman   |
| Paris 2024 résultats détaillés | Rei Higuchi              | Spencer Lee              | Aman Sehrawat Gulomjon Abdullaev |

#### Poids plumes
| Édition           | Or                    | Argent               | Bronze                                 |
| ----------------- | --------------------- | -------------------- | -------------------------------------- |
| Moins de 61,33 kg |                       |                      |                                        |
| Saint-Louis 1904  | Benjamin Bradshaw     | Theodore McLear      | Charles Clapper                        |
| Moins de 60,3 kg  |                       |                      |                                        |
| Londres 1908      | George Dole           | John Slim            | William McKie                          |
| Moins de 61 kg    |                       |                      |                                        |
| Anvers 1920       | Charles Ackerly       | Samuel Gerson        | Philip Bernard                         |
| Paris 1924        | Robin Reed            | Chester Newton       | Katsutoshi Naitō                       |
| Amsterdam 1928    | Allie Morrison        | Kustaa Pihlajamäki   | Hans Minder                            |
| Los Angeles 1932  | Hermanni Pihlajamäki  | Edgar Nemir          | Einar Karlsson                         |
| Berlin 1936       | Kustaa Pihlajamäki    | Francis Millard      | Gösta Frändfors                        |
| Londres 1948      | Gazanfer Bilge        | Ivar Sjölin          | Adolf Müller                           |
| Helsinki 1952     | Bayram Şit            | Nasser Givehchi      | Josiah Henson                          |
| Melbourne 1956    | Shozo Sasahara        | Joseph Mewis         | Erkki Penttilä                         |
| Rome 1960         | Mustafa Dağıstanlı    | Stancho Ivanov       | Vladimir Rubashvili                    |
| Moins de 63 kg    |                       |                      |                                        |
| Tokyo 1964        | Osamu Watanabe        | Stancho Ivanov       | Nodar Khokhashvili                     |
| Mexico 1968       | Masaaki Kaneko        | Enyu Todorov         | Shamseddin Seyed-Abbassi               |
| Moins de 62 kg    |                       |                      |                                        |
| Munich 1972       | Zagalav Abdulbekov    | Vehbi Akdağ          | Ivan Krastev                           |
| Montréal 1976     | Yang Jung-mo          | Zyevyegiyn Oydov     | Eugene Davis                           |
| Moscou 1980       | Magomed-Gasan Abushev | Mikho Dukov          | Geórgios Chatziioannídis               |
| Los Angeles 1984  | Randall Lewis         | Kosei Akaishi        | Lee Jung-keun                          |
| Séoul 1988        | John Smith            | Stepan Sarkisyan     | Simeon Shterev                         |
| Barcelone 1992    | John Smith            | Askari Mohammadian   | Lázaro Reinoso                         |
| Atlanta 1996      | Tom Brands            | Jang Jae-sung        | Elbrus Tedeyev                         |
| Moins de 63 kg    |                       |                      |                                        |
| Sydney 2000       | Murad Umakhanov       | Serafim Barzakov     | Jang Jae-sung                          |
| Moins de 60 kg    |                       |                      |                                        |
| Athènes 2004      | Yandro Quintana       | Masoud Mostafa-Jokar | Kenji Inoue                            |
| Pékin 2008        | Mavlet Batirov        | Kenichi Yumoto       | Bazar Bazarguruev Seyedmorad Mohammadi |
| Londres 2012      | Toğrul Əsgərov        | Besik Kudukhov,      | Yogeshwar Dutt Coleman Scott           |

#### Poids légers
| Édition                        | Or                       | Argent             | Bronze                             |
| ------------------------------ | ------------------------ | ------------------ | ---------------------------------- |
| Moins de 65,77 kg              |                          |                    |                                    |
| Saint-Louis 1904               | Otto Roehm               | Rudolph Tesing     | Albert Zirkel                      |
| Moins de 66,6 kg               |                          |                    |                                    |
| Londres 1908                   | George de Relwyskow      | William Wood       | Arthur Gingell                     |
| Moins de 67,5 kg               |                          |                    |                                    |
| Anvers 1920                    | Kalle Anttila            | Gottfrid Svensson  | Peter Wright                       |
| Moins de 66 kg                 |                          |                    |                                    |
| Paris 1924                     | Russell Vis              | Volmar Wikström    | Arvo Haavisto                      |
| Amsterdam 1928                 | Osvald Käpp              | Charles Pacôme     | Eino Augusti Leino                 |
| Los Angeles 1932               | Charles Pacôme           | Károly Kárpáti     | Gustaf Klarén                      |
| Berlin 1936                    | Károly Kárpáti           | Wolfgang Ehrl      | Hermanni Pihlajamäki               |
| Moins de 67 kg                 |                          |                    |                                    |
| Londres 1948                   | Celal Atik               | Gösta Frändfors    | Hermann Baumann                    |
| Helsinki 1952                  | Olle Anderberg           | Jay Thomas Evans   | Jahanbakht Tofigh                  |
| Melbourne 1956                 | Emam-Ali Habibi Goudarzi | Shigeru Kasahara   | Alimbeg Bestayev                   |
| Rome 1960                      | Shelby Wilson            | Vladimir Sinyavsky | Enyu Valchev                       |
| Moins de 70 kg                 |                          |                    |                                    |
| Tokyo 1964                     | Enyu Valchev             | Klaus Rost         | Iwao Horiuchi                      |
| Mexico 1968                    | Abdollah Movahed         | Enyu Valchev       | Sereeter Danzandarjaa              |
| Moins de 68 kg                 |                          |                    |                                    |
| Munich 1972                    | Dan Gable                | Kikuo Wada         | Ruslan Ashuraliev                  |
| Montréal 1976                  | Pavel Pinigin            | Lloyd Keaser       | Yasaburo Sugawara                  |
| Moscou 1980                    | Saypulla Absaidov        | Ivan Yankov        | Šaban Sejdiu                       |
| Los Angeles 1984               | You In-tak               | Andrew Rein        | Jukka Rauhala                      |
| Séoul 1988                     | Arsen Fadzaev            | Park Jang-soon     | Nate Carr                          |
| Barcelone 1992                 | Arsen Fadzaev            | Valentin Getzov    | Kosei Akaishi                      |
| Atlanta 1996                   | Vadim Bogiyev            | Townsend Saunders  | Zaza Zazirov                       |
| Moins de 69 kg                 |                          |                    |                                    |
| Sydney 2000                    | Daniel Igali             | Arsen Gitinov      | Lincoln McIlravy                   |
| Moins de 66 kg                 |                          |                    |                                    |
| Athènes 2004                   | Elbrus Tedeyev           | Jamill Kelly       | Makhach Murtazaliev                |
| Pékin 2008                     | Ramazan Şahin            | Andriy Stadnik     | Sushil Kumar Otar Tushishvili      |
| Londres 2012                   | Tatsuhiro Yonemitsu      | Sushil Kumar       | Liván López Akzhurek Tanatarov     |
| Moins de 65 kg                 |                          |                    |                                    |
| Rio de Janeiro 2016            | Soslan Ramonov           | Toğrul Əsgərov     | Frank Chamizo Ixtiyor Navroʻzov    |
| Tokyo 2020                     | Takuto Otoguro           | Haji Aliyev        | Gadzhimurad Rashidov Bajrang Punia |
| Paris 2024 résultats détaillés | Kotaro Kiyooka           | Rahman Amouzad     | Sebastian Rivera Islam Dudaev      |

#### Poids welters
| Édition                        | Or                | Argent                       | Bronze                           |
| ------------------------------ | ----------------- | ---------------------------- | -------------------------------- |
| Moins de 71,67 kg              |                   |                              |                                  |
| Saint-Louis 1904               | Charles Ericksen  | William Beckman              | Jerry Winholtz                   |
| Moins de 72 kg                 |                   |                              |                                  |
| Paris 1924                     | Hermann Gehri     | Eino Augusti Leino           | Otto Müller                      |
| Amsterdam 1928                 | Arvo Haavisto     | Lloyd Appleton               | Maurice Letchford                |
| Los Angeles 1932               | Jack van Bebber   | Daniel MacDonald             | Eino Leino                       |
| Berlin 1936                    | Frank Lewis       | Thure Andersson              | Joseph Schleimer                 |
| Moins de 73 kg                 |                   |                              |                                  |
| Londres 1948                   | Yaşar Doğu        | Richard Garrard              | Leland Merrill                   |
| Helsinki 1952                  | William Smith     | Per Gunnar Berlin            | Abdollah Mojtabavi               |
| Melbourne 1956                 | Mitsuo Ikeda      | İbrahim Zengin               | Vakhtang Balavadze               |
| Rome 1960                      | Douglas Blubaugh  | Ismail Ogan                  | Muhammed Bashir                  |
| Moins de 78 kg                 |                   |                              |                                  |
| Tokyo 1964                     | Ismail Ogan       | Guliko Sagaradze             | Mohammad Ali Sanatkaran          |
| Mexico 1968                    | Mahmut Atalay     | Daniel Robin                 | Dagvasuren Purev                 |
| Moins de 74 kg                 |                   |                              |                                  |
| Munich 1972                    | Wayne Wells       | Jan Karlsson                 | Adolf Seger                      |
| Montréal 1976                  | Jiichirō Date     | Mansour Barzegar             | Stanley Dziedzic                 |
| Moscou 1980                    | Valentin Raychev  | Jamtsyn Davaajav             | Dan Karabin                      |
| Los Angeles 1984               | Dave Schultz      | Martin Knosp                 | Šaban Sejdiu                     |
| Séoul 1988                     | Kenny Monday      | Adlan Varayev                | Rakhmat Sofiadi                  |
| Barcelone 1992                 | Park Jang-soon    | Kenny Monday                 | Amir Reza Khadem Azgadhi         |
| Atlanta 1996                   | Buvaysar Saytiev  | Park Jang-soon               | Takuya Ōta                       |
| Moins de 76 kg                 |                   |                              |                                  |
| Sydney 2000                    | Brandon Slay      | Moon Eui-jae                 | Adem Bereket                     |
| Moins de 74 kg                 |                   |                              |                                  |
| Athènes 2004                   | Buvaysar Saytiev  | Gennadiy Laliyev             | Iván Fundora                     |
| Pékin 2008                     | Buvaysar Saytiev  | Murad Haydarau               | Kiril Terziev Gheorghita Stephan |
| Londres 2012                   | Jordan Burroughs  | Sadegh Goudarzi              | Gábor Hatos Denis Tsargush       |
| Rio de Janeiro 2016            | Hassan Yazdani    | Aniuar Geduev                | Cəbrayıl Həsənov Soner Demirtaş  |
| Tokyo 2020                     | Zaurbek Sidakov   | Mahamedkhabib Kadzimahamedau | Kyle Dake Bekzod Abdurakhmonov   |
| Paris 2024 résultats détaillés | Razambek Zhamalov | Daichi Takatani              | Kyle Dake Chermen Valiev         |

#### Poids moyens
| Édition                        | Or                     | Argent                | Bronze                            |
| ------------------------------ | ---------------------- | --------------------- | --------------------------------- |
| Moins de 73 kg                 |                        |                       |                                   |
| Londres 1908                   | Stanley Bacon          | George de Relwyskow   | Frederick Beck                    |
| Moins de 75 kg                 |                        |                       |                                   |
| Anvers 1920                    | Eino Leino             | Väinö Penttala        | Charles Johnson                   |
| Moins de 79 kg                 |                        |                       |                                   |
| Paris 1924                     | Fritz Hagmann          | Pierre Ollivier       | Vilho Pekkala                     |
| Amsterdam 1928                 | Ernst Kyburz           | Donald Stockton       | Samuel Rabin                      |
| Los Angeles 1932               | Ivar Johansson         | Kyösti Luukko         | József Tunyogi                    |
| Berlin 1936                    | Emile Poilvé           | Richard Voliva        | Ahmet Kireççi                     |
| Londres 1948                   | Glen Brand             | Adil Candemir         | Erik Lindén                       |
| Helsinki 1952                  | David Tsimakuridze     | Gholam Reza Takhti    | György Gurics                     |
| Melbourne 1956                 | Nikola Stanchev        | Daniel Hodge          | Georgi Skhirtladze                |
| Rome 1960                      | Hasan Güngör           | Georgi Skhirtladze    | Hans Antonsson                    |
| Moins de 87 kg                 |                        |                       |                                   |
| Tokyo 1964                     | Prodan Gardzhev        | Hasan Güngör          | Daniel Brand                      |
| Mexico 1968                    | Boris Gurevich         | Munkbat Jigjid        | Prodan Gardzhev                   |
| Moins de 82 kg                 |                        |                       |                                   |
| Munich 1972                    | Levan Tediashvili      | John Peterson         | Vasile Iorga                      |
| Montréal 1976                  | John Peterson          | Viktor Novozhilov     | Adolf Seger                       |
| Moscou 1980                    | Ismail Abilov          | Magomedkhan Aratsilov | István Kovács                     |
| Los Angeles 1984               | Mark Schultz           | Hideyuki Nagashima    | Christopher Rinke                 |
| Séoul 1988                     | Han Myung-woo          | Necmi Gençalp         | Jozef Lohyňa                      |
| Barcelone 1992                 | Kevin Jackson          | Elmadi Zhabrailov     | Rasoul Khadem                     |
| Atlanta 1996                   | Khadzhimurad Magomedov | Yang Hyun-mo          | Amir Reza Khadem Azgadhi          |
| Moins de 85 kg                 |                        |                       |                                   |
| Sydney 2000                    | Adam Saytiev           | Yoel Romero           | Mogamed Ibragimov                 |
| Moins de 84 kg                 |                        |                       |                                   |
| Athènes 2004                   | Cael Sanderson         | Moon Eui-jae          | Sazhid Sazhidov                   |
| Pékin 2008                     | Revazi Mindorashvili   | Yusup Abdusalomov     | Taras Danko Georgy Ketoev         |
| Londres 2012                   | Şərif Şərifov          | Jaime Espinal         | Ehsan Lashgari Dato Marsagishvili |
| Moins de 86 kg                 |                        |                       |                                   |
| Rio de Janeiro 2016            | Abdulrashid Sadulaev   | Selim Yaşar           | Şərif Şərifov J'den Cox           |
| Tokyo 2020                     | David Taylor           | Hassan Yazdani        | Artur Nayfonov Myles Amine        |
| Paris 2024 résultats détaillés | Magomed Ramazanov      | Hassan Yazdani        | Aaron Brooks Dauren Kurugliev     |

#### Poids mi-lourds
| Édition          | Or                   | Argent               | Bronze               |
| ---------------- | -------------------- | -------------------- | -------------------- |
| Moins de 82,5 kg |                      |                      |                      |
| Anvers 1920      | Anders Larsson       | Charles Courant      | Walter Maurer        |
| Moins de 87 kg   |                      |                      |                      |
| Paris 1924       | John Spellman        | Rudolf Svensson      | Charles Courant      |
| Amsterdam 1928   | Thure Sjöstedt       | Arnold Bögli         | Henri Lefèbvre       |
| Los Angeles 1932 | Peter Mehringer      | Thure Sjöstedt       | Eddie Scarf          |
| Berlin 1936      | Knut Fridell         | August Neo           | Erich Siebert        |
| Londres 1948     | Henry Wittenberg     | Fritz Stöckli        | Bengt Fahlkvist      |
| Helsinki 1952    | Viking Palm          | Henry Wittenberg     | Adil Atan            |
| Melbourne 1956   | Gholam Reza Takhti   | Boris Kulayev        | Peter Blair          |
| Rome 1960        | Ismet Atli           | Gholam Reza Takhti   | Anatoly Albul        |
| Moins de 97 kg   |                      |                      |                      |
| Tokyo 1964       | Alexander Medved     | Ahmet Ayik           | Said Mustafov        |
| Mexico 1968      | Ahmet Ayik           | Shota Lomidze        | József Csatári       |
| Moins de 90 kg   |                      |                      |                      |
| Munich 1972      | Ben Peterson         | Gennady Strakhov     | Károly Bajkó         |
| Montréal 1976    | Levan Tediashvili    | Ben Peterson         | Stelică Morcov       |
| Moscou 1980      | Sanasar Oganisyan    | Uwe Neupert          | Aleksander Cichoń    |
| Los Angeles 1984 | Ed Banach            | Akira Ōta            | Noel Loban           |
| Séoul 1988       | Makharbek Khadartsev | Akira Ōta            | Kim Tae-woo          |
| Barcelone 1992   | Makharbek Khadartsev | Kenan Şimşek         | Christopher Campbell |
| Atlanta 1996     | Rasul Khadem Azgadhi | Makharbek Khadartsev | Eldar Kurtanidze     |

#### Poids lourds
| Édition                        | Or                    | Argent                 | Bronze                                  |
| ------------------------------ | --------------------- | ---------------------- | --------------------------------------- |
| Plus de 71,67 kg               |                       |                        |                                         |
| Saint-Louis 1904               | Bernhoff Hansen       | Frank Kugler           | Fred Warmbold                           |
| Plus de 73 kg                  |                       |                        |                                         |
| Londres 1908                   | George Con O'Kelly    | Jacob Gundersen        | Edward Barrett                          |
| Plus de 82,5 kg                |                       |                        |                                         |
| Anvers 1920                    | Robert Roth           | Nathaniel Pendleton    | Fred Meyer Ernst Nilsson                |
| Plus de 87 kg                  |                       |                        |                                         |
| Paris 1924                     | Harry Steel           | Henri Wernli           | Archie McDonald                         |
| Amsterdam 1928                 | Johan Richthoff       | Aukusti Sihvola        | Edmond Dame                             |
| Los Angeles 1932               | Johan Richthoff       | John Riley (en)        | Nikolaus Hirschl                        |
| Berlin 1936                    | Kristjan Palusalu     | Josef Klapuch          | Hjalmar Nyström                         |
| Londres 1948                   | Gyula Bóbis           | Bertil Antonsson       | Jim Armstrong                           |
| Helsinki 1952                  | Arsen Mekokishvili    | Bertil Antonsson       | Kenneth Richmond                        |
| Melbourne 1956                 | Hamit Kaplan          | Hussein Mehmedov       | Taisto Kangasniemi                      |
| Rome 1960                      | Wilfried Dietrich     | Hamit Kaplan           | Savkuz Dzarasov                         |
| Plus de 97 kg                  |                       |                        |                                         |
| Tokyo 1964                     | Aleksandr Ivanitsky   | Lyutvi Ahmedov         | Hamit Kaplan                            |
| Mexico 1968                    | Alexander Medved      | Osman Duraliev         | Wilfried Dietrich                       |
| Moins de 100 kg                |                       |                        |                                         |
| Munich 1972                    | Ivan Yarygin          | Khorloogiin Bayanmönkh | József Csatári                          |
| Montréal 1976                  | Ivan Yarygin          | Russell Hellickson     | Dimo Kostov                             |
| Moscou 1980                    | Illya Mate            | Slavcho Chervenkov     | Július Strnisko                         |
| Los Angeles 1984               | Lou Banach            | Joseph Atiyeh          | Vasile Pușcașu                          |
| Séoul 1988                     | Vasile Pușcașu        | Leri Khabelov          | William Scherr                          |
| Barcelone 1992                 | Leri Khabelov         | Heiko Balz             | Ali Kayalı                              |
| Atlanta 1996                   | Kurt Angle            | Abbas Jadidi           | Arawat Sabejew                          |
| Moins de 97 kg                 |                       |                        |                                         |
| Sydney 2000                    | Sagid Murtazaliev     | Islam Bayramukov       | Eldar Kurtanidze                        |
| Moins de 96 kg                 |                       |                        |                                         |
| Athènes 2004                   | Khadzhimurat Gatsalov | Magomed Ibragimov      | Alireza Heidari                         |
| Pékin 2008                     | Shirvani Muradov      | George Gogshelidze     | Michel Batista Martinez Xetaq Qazyumov  |
| Londres 2012                   | Jake Varner           | Valeriy Andriytsev     | Xetaq Qazyumov Giorgi Gogshelidze       |
| Moins de 97 kg                 |                       |                        |                                         |
| Rio de Janeiro 2016            | Kyle Snyder           | Xetaq Qazyumov         | Albert Saritov Magomed Ibragimov        |
| Tokyo 2020                     | Abdulrashid Sadulaev  | Kyle Snyder            | Reineris Salas Abraham Conyedo          |
| Paris 2024 résultats détaillés | Akhmed Tazhudinov     | Givi Matcharashvili    | Magomedkhan Magomedov Amir Ali Azarpira |

#### Poids super-lourds
| Édition                        | Or                           | Argent            | Bronze                            |
| ------------------------------ | ---------------------------- | ----------------- | --------------------------------- |
| Plus de 100 kg                 |                              |                   |                                   |
| Munich 1972                    | Alexander Medved             | Osman Duraliev    | Chris Taylor                      |
| Montréal 1976                  | Soslan Andiyev               | József Balla      | Ladislau Şimon                    |
| Moscou 1980                    | Soslan Andiyev               | József Balla      | Adam Sandurski                    |
| Los Angeles 1984               | Bruce Baumgartner            | Robert Molle      | Ayhan Taşkın                      |
| Moins de 130 kg                |                              |                   |                                   |
| Séoul 1988                     | David Gobedjichvili          | Bruce Baumgartner | Andreas Schröder                  |
| Barcelone 1992                 | Bruce Baumgartner            | Jeffrey Thue      | David Gobedjichvili               |
| Atlanta 1996                   | Mahmut Demir                 | Aleksey Medvedev  | Bruce Baumgartner                 |
| Sydney 2000                    | David Musulbes               | Artur Taymazov    | Alexis Rodríguez                  |
| Moins de 120 kg                |                              |                   |                                   |
| Athènes 2004                   | Artur Taymazov               | Alireza Rezaei    | Aydın Polatçı                     |
| Pékin 2008                     | Bakhtiyar Akhmedov           | David Musuľbes    | Disney Rodriguez Marid Mutalimov  |
| Londres 2012,                  | Komeil Ghasemi Bilyal Makhov | Non décernée      | Tervel Dlagnev Daulet Shabanbay   |
| Moins de 125 kg                |                              |                   |                                   |
| Rio de Janeiro 2016            | Taha Akgül                   | Komeil Ghasemi    | Ibrahim Saidau Geno Petriashvili  |
| Tokyo 2020                     | Gable Steveson               | Geno Petriashvili | Amir Hossein Zare Taha Akgül      |
| Paris 2024 résultats détaillés | Geno Petriashvili            | Amir Hossein Zare | Taha Akgül Giorgi Meshvildishvili |

### Épreuves féminines

#### Poids mouches
| Édition                        | Or                | Argent           | Bronze                           |
| ------------------------------ | ----------------- | ---------------- | -------------------------------- |
| Moins de 48 kg                 |                   |                  |                                  |
| Athènes 2004                   | Iryna Merleni     | Chiharu Ichō     | Patricia Miranda                 |
| Pékin 2008                     | Carol Huynh       | Chiharu Ichō     | Iryna Merleni Mariya Stadnik     |
| Londres 2012                   | Hitomi Obara      | Mariya Stadnik   | Carol Huynh Clarissa Chun        |
| Rio de Janeiro 2016            | Eri Tōsaka        | Mariya Stadnik   | Sun Yanan Elitsa Yankova         |
| Moins de 50 kg                 |                   |                  |                                  |
| Tokyo 2020                     | Yui Susaki        | Sun Yanan        | Mariya Stadnik Sarah Hildebrandt |
| Paris 2024 résultats détaillés | Sarah Hildebrandt | Yusneylys Guzmán | Yui Susaki Feng Ziqi             |

#### Poids coqs
| Édition                        | Or             | Argent        | Bronze                                      |
| ------------------------------ | -------------- | ------------- | ------------------------------------------- |
| Moins de 53 kg                 |                |               |                                             |
| Rio de Janeiro 2016            | Helen Maroulis | Saori Yoshida | Nataliya Sinişin Sofia Mattsson             |
| Tokyo 2020                     | Mayu Mukaida   | Pang Qianyu   | Vanesa Kaladzinskaya Bat-Ochiryn Bolortuyaa |
| Paris 2024 résultats détaillés | Akari Fujinami | Lucía Yépez   | Choe Hyo-gyong Pang Qianyu                  |

#### Poids légers
| Édition                        | Or              | Argent            | Bronze                             |
| ------------------------------ | --------------- | ----------------- | ---------------------------------- |
| Moins de 55 kg                 |                 |                   |                                    |
| Athènes 2004                   | Saori Yoshida   | Tonya Verbeek     | Anna Gomis                         |
| Pékin 2008                     | Saori Yoshida   | Xu Li             | Jackeline Rentería Tonya Verbeek   |
| Londres 2012                   | Saori Yoshida   | Tonya Verbeek     | Jackeline Rentería Yuliya Ratkeviç |
| Moins de 58 kg                 |                 |                   |                                    |
| Rio de Janeiro 2016            | Kaori Ichō      | Valeria Koblova   | Marwa Amri Sakshi Malik            |
| Moins de 57 kg                 |                 |                   |                                    |
| Tokyo 2020                     | Risako Kawai    | Iryna Kurachkina  | Helen Maroulis Evelina Nikolova    |
| Paris 2024 résultats détaillés | Tsugumi Sakurai | Anastasia Nichita | Helen Maroulis Hong Kexin          |

#### Poids moyens
| Édition                        | Or            | Argent             | Bronze                                   |
| ------------------------------ | ------------- | ------------------ | ---------------------------------------- |
| Moins de 63 kg                 |               |                    |                                          |
| Athènes 2004                   | Kaori Ichō    | Sara McMann        | Lise Legrand                             |
| Pékin 2008                     | Kaori Ichō    | Alena Kartashova   | Randi Miller Yelena Shalygina            |
| Londres 2012                   | Kaori Ichō    | Jing Ruixue        | Soronzonboldyn Battsetseg Lubov Volosova |
| Rio de Janeiro 2016            | Risako Kawai  | Maryia Mamashuk    | Yekaterina Larionova Monika Michalik     |
| Moins de 62 kg                 |               |                    |                                          |
| Tokyo 2020                     | Yukako Kawai  | Aisuluu Tynybekova | Iryna Koliadenko Taybe Yusein            |
| Paris 2024 résultats détaillés | Sakura Motoki | Iryna Koliadenko   | Aisuluu Tynybekova Grace Bullen          |

#### Poids mi-lourds
| Édition                        | Or                  | Argent               | Bronze                               |
| ------------------------------ | ------------------- | -------------------- | ------------------------------------ |
| Moins de 69 kg                 |                     |                      |                                      |
| Rio de Janeiro 2016            | Sara Doshō          | Natalia Vorobieva    | Elmira Syzdykova Jenny Fransson      |
| Moins de 68 kg                 |                     |                      |                                      |
| Tokyo 2020                     | Tamyra Mensah-Stock | Blessing Oborududu   | Alla Cherkasova Meerim Zhumanazarova |
| Paris 2024 résultats détaillés | Amit Elor           | Meerim Zhumanazarova | Buse Tosun Çavuşoğlu Nonoka Ozaki    |

#### Poids lourds
| Édition                        | Or                  | Argent                | Bronze                              |
| ------------------------------ | ------------------- | --------------------- | ----------------------------------- |
| Moins de 72 kg                 |                     |                       |                                     |
| Athènes 2004                   | Wang Xu             | Guzel Manyurova       | Kyōko Hamaguchi                     |
| Pékin 2008                     | Wang Jiao           | Stanka Zlateva        | Kyōko Hamaguchi Agnieszka Wieszczek |
| Londres 2012                   | Natalia Vorobieva   | Stanka Zlateva        | Guzel Manyurova Maider Unda         |
| Moins de 75 kg                 |                     |                       |                                     |
| Rio de Janeiro 2016            | Erica Wiebe         | Guzel Manyurova       | Zhang Fengliu Ekaterina Bukina      |
| Moins de 76 kg                 |                     |                       |                                     |
| Tokyo 2020                     | Aline Rotter Focken | Adeline Gray          | Zhou Qian Yasemin Adar              |
| Paris 2024 résultats détaillés | Yuka Kagami         | Kennedy Alexis Blades | Milaimys Marín Tatiana Rentería     |